# Fall Out Boy/Project Rocket Split
Fall Out Boy/Project Rocket Split — перший мініальбом американського пост-хардкор-гурту Fall Out Boy, який був випущений 28 травня 2002 року. Станом на серпень 2008 року було продано 25000 копій мініальбому у США, згідно Billboard.

## Треклист
| #  | Назва                         | Тривалість |
| -- | ----------------------------- | ---------- |
| 1. | «Formula for Love»            | 2:31       |
| 2. | «You Charlatan»               | 3:14       |
| 3. | «Someday»                     | 2:31       |
| 4. | «Growing Up»                  | 2:53       |
| 5. | «Switchblades and Infidelity» | 3:13       |
| 6. | «Moving Pictures»             | 3:33       |